# Orde van den Prince
De Orde van den Prince is een Vlaams-Nederlands, pluralistisch en politiek ongebonden genootschap dat zich inzet voor de taal en cultuur van de Nederlanden. Maandelijks komen de leden in een van de bijna honderd afdelingen op een vaste vergaderplaats bijeen voor een lezing of excursie (vaak gecombineerd met een diner), behalve in de zomermaanden juli en augustus. Eén keer per jaar vindt er een gewestdag plaats en één keer per jaar een algemene ledendag.
Het genootschap heeft afdelingen in onder meer Vlaanderen, Nederland, Wallonië, Frankrijk, Londen, Luxemburg, Curaçao en Zuid-Afrika.

## Geschiedenis
De naam van het genootschap verwijst naar Willem de Zwijger, de prins van Oranje. Deze figuur werd gekozen wegens zijn rol in de geschiedenis van de Nederlanden en zijn tolerantie (gemeten naar toenmalige normen). Het logo van de Orde van den Prince is de hoofdletter P, omcirkeld door de woorden Amicitia en Tolerantia.
De Orde werd in november 1955 gesticht door de Kortrijkse advocaat Guido van Gheluwe. Ze telt nu 93 afdelingen: 54 in Vlaanderen, 29 in Nederland, 4 in Wallonië en 6 elders. Ze telt iets minder dan 3000 leden.

## Leden
Verschillende bekende Vlamingen en Nederlanders waren of zijn lid van de Orde van den Prince: Annemie Roppe in de afdeling Limburg, An De Moor in Oost-Vlaanderen, Lionel Vandenberghe in Antwerpen. Leden worden voorgedragen door zittende leden. Het lidmaatschap geldt als een erefunctie.